# Nanmoku
Nanmoku (jap. 南牧村 Nanmoku-mura) – wieś w Japonii, na wyspie Honsiu, w prefekturze Gunma. Według danych na rok 2020 miejscowość zamieszkiwało 1 611 mieszkańców , a gęstość zaludnienia wyniosła 13,6 os./km².